# برايان بريغز
برايان بريغز (بالإنجليزية: Brian Briggs)‏ هو لاعب دوري الرغبي بريطاني، ولد في 1934.